# Memory Seishun no Hikari
Memory Seishun no Hikari (Memory 青春の光) è un brano musicale del gruppo femminile giapponese Morning Musume, pubblicato nel 1998 come singolo estratto dall'album Second Morning.

## Tracce
1. Memory Seishun no Hikari (Memory 青春の光) - 5:05
2. Happy Night - 5:13
3. Never Forget - 4:35
4. Memory Seishun no Hikari (Instrumental) - 5:04